# Brusvily
Brusvily är en kommun i departementet Côtes-d'Armor i regionen Bretagne i nordvästra Frankrike. Kommunen ligger i kantonen Dinan-Ouest som tillhör arrondissementet Dinan. År 2022 hade Brusvily 1 155 invånare.

## Befolkningsutveckling
Antalet invånare i kommunen Brusvily
Referens:INSEE